# Couronne ottomane

La Couronne Ottomane (ou Corona Ottomana) est un navire amiral ottoman, capturé par ses esclaves chrétiens en 1760 qui se réfugient à Malte. Cet épisode crée un incident diplomatique entre la Porte, la France et l'ordre de Saint-Jean de Jérusalem qui se résout par le rachat du navire par la France à L'Ordre, avant sa restitution à Constantinople.

## Le navire
Le navire est un vaisseau de type troisième rang portant 62 ou 74 canons.

## La capture

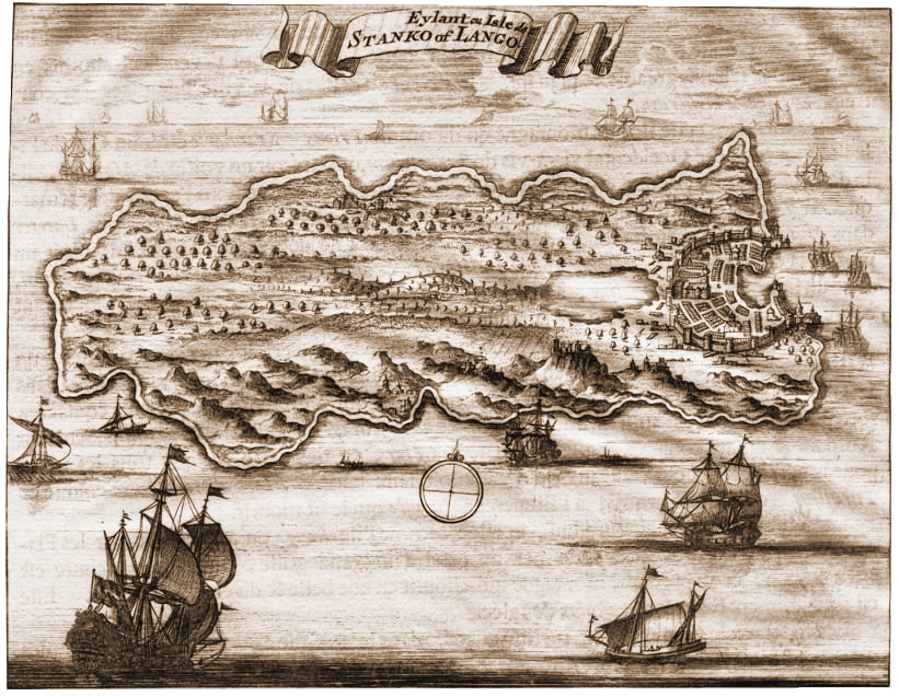
Carte de Kos vers 1702

Le navire amiral de la flotte ottomane part le 2 juin 1760 de Constantinople avec une escadre pour récolter comme chaque année le tribut réclamé aux îles grecques. La flotte se sépare en raison d'un signalement de vaisseaux ennemis de l'ordre de Saint-Jean de Jérusalem vers les côtes de Syrie. Le 19 septembre 1760, La Couronne Ottomane rentre alors dans le port de Kos avec à son bord le grand amiral (Capitan pacha) et tout son équipage dont une troupe de janissaires et 70 esclaves chrétiens aux rames. Trop confiant, l'amiral descend à terre avec la majorité de l'équipage turc pour la prière du vendredi, ne laissant à bord que 250 Turcs et bien sûr les 70 esclaves. Ceux-ci complotaient depuis quelque temps une mutinerie à déclencher à la première occasion. Au cri de « Vive Marie » et dirigés par Pietro Gelalich, un Dalmate de Kotor, les esclaves de la chiourme se soulèvent, seulement armés de leurs couteaux de bord. Ils fondent sur les Turcs, tuent ceux qu'ils peuvent, en font d'autres prisonniers et laissent se sauver les autres. Dans leurs rapides manœuvres pour gagner la haute mer, ils ont la chance d'éviter un navire turc de Raguse. Peu après, les mutins doivent à nouveau combattre les marins turcs de leur navire qui se sont emparés de la barre et cherchaient à faire échouer le navire. Les mutins parviennent ensuite à échapper à une caravelle lancée à leur poursuite. Une fois la nuit tombée, ils échappent à leur poursuivants, se dirigent vers les côtes barbaresques, avant d'arriver à Malte le 8 octobre 1760.
À Constantinople, la colère du Sultan Moustafa III est à la hauteur de l'affront : le grand amiral (Capitan pacha)  Abdülkerim Paşa est exécuté à Rhodes et le capitaine du vaisseau étranglé.

## L'arrivée à Malte

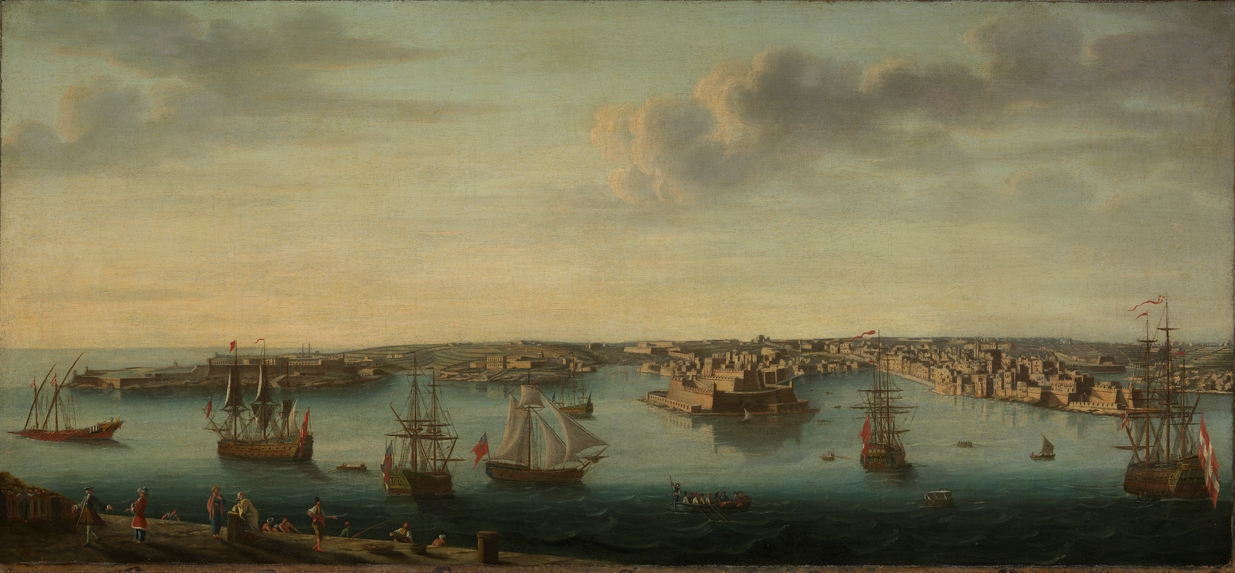
Port de La Valette vers 1750

L'arrivée à Malte d'un tel navire crée l’événement, relayé dans les gazettes européennes. Le navire en soi est une prise exceptionnelle, à laquelle il faut rajouter un butin immense et 40 Turcs prisonniers qui rejoindront les autres esclaves à Malte. On compte également quelques blessés dont 15 parmi les Turcs. Trois des mutins chrétiens mourront de leurs blessures pendant leur quarantaine.
Le butin estimé à 1 500 000 florins est réparti entre les mutins qui se retrouvent chacun à la tête d'une petite fortune. 
Quant au navire lui-même, les mutins en font habilement don au grand maître Manoel Pinto da Fonseca. L'Ordre est ravi d'une telle aubaine, sa plus belle prise depuis bien longtemps. Dès le 13 novembre, le navire est rebaptisé San Salvador (Saint-Sauveur).

## L'incident diplomatique

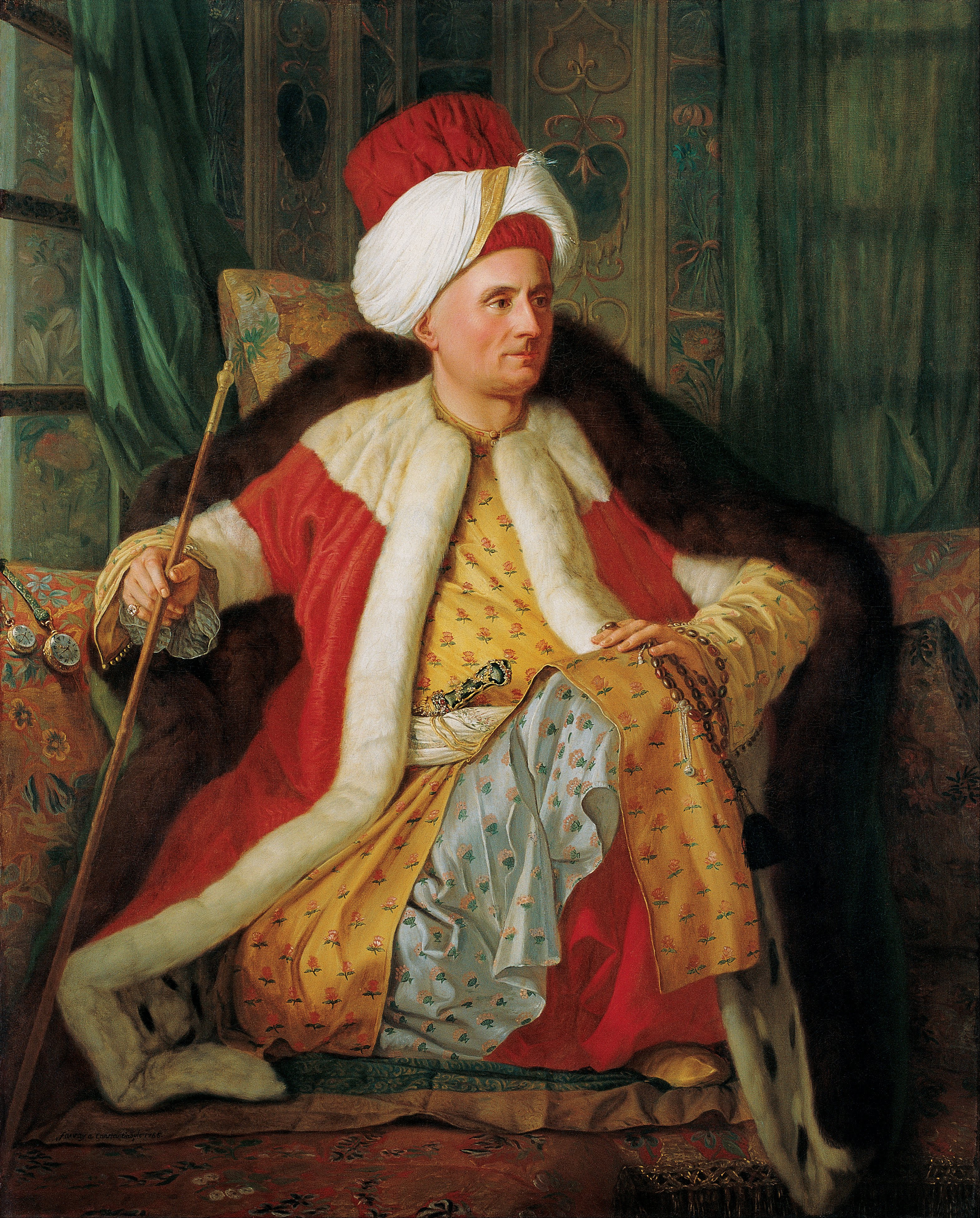
portrait en habit oriental de l'ambassadeur de France Charles Gravier de Vergennes à la cour ottomane par Antoine Favray

L'éminent diplomate Charles Gravier de Vergennes est alors ambassadeur du roi de France à Constantinople. Il s'inquiète de la situation dès l'annonce de la prise du vaisseau par un courrier diplomatique le 1er octobre 1760 au duc de Choiseul, le secrétaire d'état aux affaires étrangères de Louis XV. Quand les chevaliers s'approprient le vaisseau, Vergennes craint que le Sultan ne prenne les armes contre Malte. 
La réaction du sultan surprend tous les diplomates. Au lieu de s'en prendre à l'Ordre, Moustafa III envoie un ultimatum au roi de France pour la restitution du navire. Vergennes répond tout d'abord que l'Ordre est souverain de ses décisions sur ses terres, mais on remet alors à l'ambassadeur un pli cacheté émanant du sultan lui-même. Il indique que, le navire n'ayant pas été capturé en combat régulier, il le considère comme volé. Comme le roi de France est « protecteur de l'Ordre », Le sultan le considère comme responsable et le somme de lui rendre le vaisseau et indiquant que s'il ne le fait pas c'est que son amitié est « une amitié purement en paroles que l'on doit regarder comme de la peinture sur de l'eau ». La missive se poursuit avec des menaces précises dans le cas où la France n’obtempèrerait pas : renvoi des ambassadeurs et des consuls, fin de la protection aux commerçants français et aux chrétiens latins. Pour ajouter encore plus de poids, la Sublime Porte fait mine d'entreprendre des préparatifs militaires.
La subtile manœuvre diplomatique ottomane fonctionne parfaitement. S'en prendre à l'Ordre n'aurait fait qu'attiser inutilement leur antagonisme désormais stérile, alors que la France a de nombreux intérêt dans le Levant. Averties, les cours européennes « s'affolent et croient a une nouvelle guerre avec l'Empire ottoman. Le Saint Empire, l'Espagne, le Saint-Siège, les royaumes de Naples et des Deux-Siciles, les républiques de Venise, de Gênes et de Lucques font pression sur Malte pour que l'Ordre rende le navire ».
La situation semble un moment bloquée, et l'Europe prend l'affaire très au sérieux. Les Turcs poursuivent leur pression, même s'il existe une grande part d'intoxication. L'Ordre, pressé de toutes parts, ne veut pas céder et la France ne veut pas montrer qu'elle plie sous l'ultimatum du Sultan.

## Résolution de l'incident

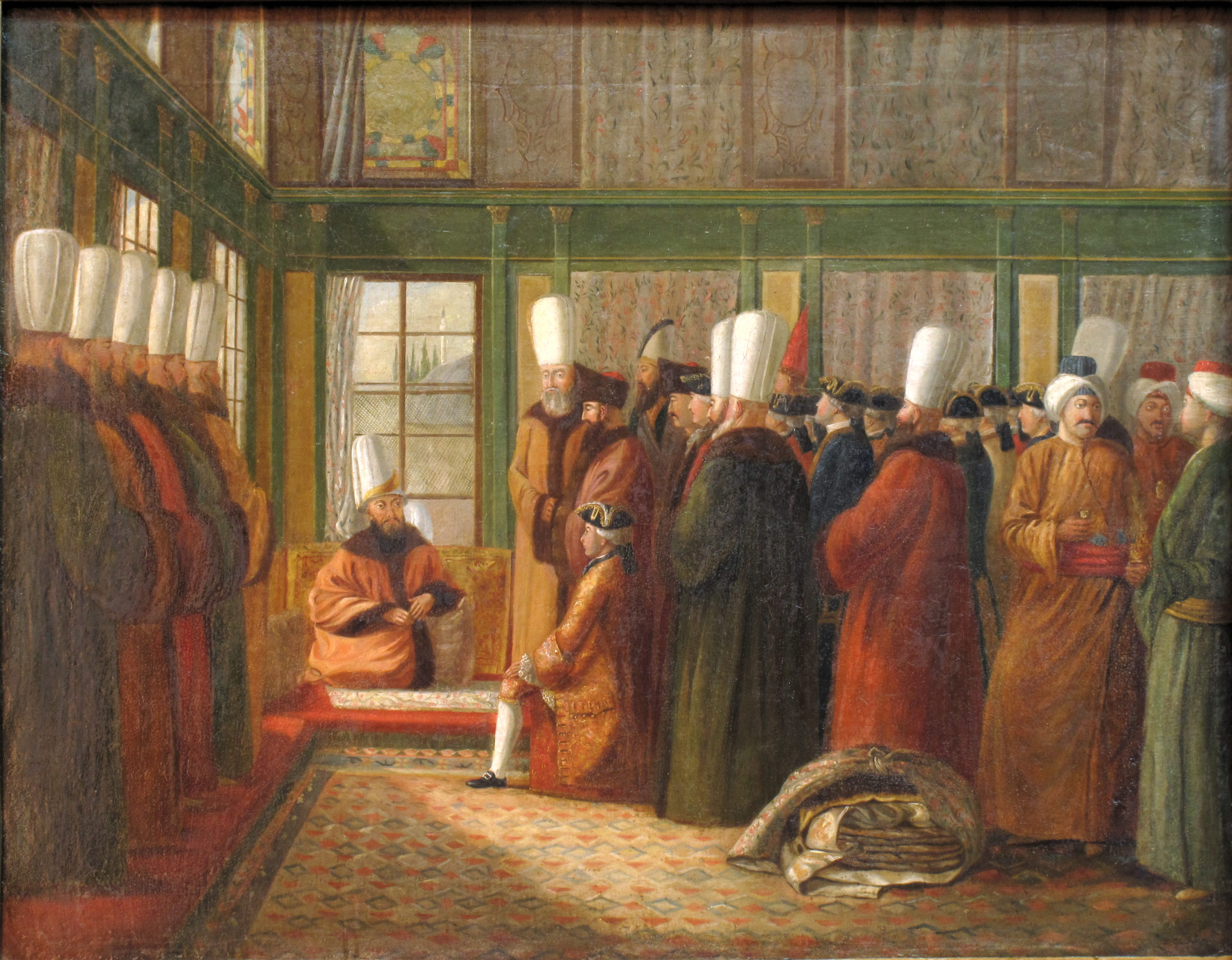
Audience de l'ambassadeur de France auprès du grand vizir par Antoine Favray

Le 6 janvier 1761, Choiseul envoie ses instructions à Vergennes. Lors de son prochain entretien avec les dignitaires turcs, l'ambassadeur doit marquer fermement l'étonnement du roi devant l'ultimatum, et insistera sur l'indépendance de l'Ordre. Cependant, par l'amitié qui lie le roi au sultan, il accepte de racheter le vaisseau au grand maître pour l'offrir en cadeau à Constantinople. Le ministre conclut, en écrivant : « Je crois, Monsieur, que nous ne pouvons pas nous tirer plus noblement d'un incident fâcheux, soit pour la Religion dans le Levant, soit pour le commerce de la France dans les Etats du Grand Seigneur, soit enfin pour la dignité de la Couronne. »
Louis XV envoie un émissaire secret pour régler les modalités de la transaction. Il s'agit de François-Pons de Rosset de Rocozel, Bailli de Fleury, neveu du cardinal de Fleury, ancien précepteur du roi. Il se charge d'abord d'établir un prix d'achat, conjointement avec les autorités maltaises. Ils parviennent à se mettre d'accord sur une somme de 986 981 livres tournois. À ce montant devront être soustraits les arriérés d'impôts dus par l'Ordre au royaume de France. Mais ce montage ne satisfait pas totalement Pinto et Fleury propose alors d'offrir aux Maltais, l'exemption à perpétuité, du droit d'aubaine.
Le droit d'aubaine permettait à un souverain de s'emparer des biens d'un étranger mourant sur son sol. Un contentieux, portant sur deux successions, opposait l'Ordre et le Royaume de France depuis 1758. L'Ordre réclamait une abolition réciproque du droit d'aubaine entre les deux états, mais les négociations piétinaient. La question de la Couronne Ottomane permet enfin aux deux parties de trouver un accord.
Une fois le navire remis aux Français, la première idée est de venir l'équiper à Toulon avant de le restituer aux Turcs. Mais il est finalement jugé plus commode de l'armer à Malte. La frégate française L'Oiseau, dirigée par le capitaine Moriès, lui fournit l'équipage nécessaire et l'escorte jusqu'à Constantinople où elle arrive le 19 janvier 1762, puis est restitué aux Turcs par Vergennes le 25 janvier 1762. L'Oiseau revient ensuite en France en mai 1762.
Le peintre Antoine Favray accompagne la Couronne Ottomane jusqu'à Constantinople, où il vit huit ans avant de retourner à Malte. Il y peint de nombreuses toiles, dont des portraits de Vergennes et de son épouse.

## Conséquences
La conséquence de l'abolition du droit d'aubaine fut, par lettre-patente signée par Louis XV en juin 1765, de déclarer tous les maltais régnicoles. La réaction fut vive en France, où plusieurs régions refusèrent d'enregistrer la lettre-patente royale.
À Malte, elle fut l'objet d'un malentendu persistant. N'ayant pas connaissance des tractations secrètes, les Maltais crurent y voir une naturalisation française de droit, quand il s'agissait d'un édit ne concernant que le droit de succession. Les Maltais pensèrent obtenir tous les droits et avantages d'un sujet français, y compris pour entrer dans l'Ordre. Mais les chevaliers ne voyaient pas d'un bon œil l'arrivée en leur sein de maltais. Les Hospitaliers renouvelèrent donc clairement leur refus de les laisser entrer de droit dans l'Ordre, ne leur laissant donc que le négoce comme ambition sociale. L'opposition entre les Maltais et les Hospitaliers monta encore d'un cran. Quelques années plus tard, ce soutien populaire manqua sans doute à l'Ordre quand il se fit facilement balayer par les soldats de Bonaparte.
En dehors de l'aspect juridique, l'édit de 1765 est l'« un des premiers textes internationaux qui mentionne la nation maltaise en tant que telle et qui lui accorde des droits sans lien aucun avec l'Ordre souverain ».
Une autre conséquence, plus politique, est l’instauration, après l'affaire du navire, d'un quasi-tutorat de la France sur Malte. Désormais, l'essentiel de la politique étrangère de l'Ordre passera par la cour de Versailles.
Quant au bouillant Pietro Gelalich, il ne se contentera pas de la liberté et de la fortune et deviendra l'un des derniers fameux corsaire maltais de la fin du XVIIIe siècle, avant de mourir paisiblement à Senglea en 1811 à l'âge de 80 ans.

## Évocations artistiques
- Une aquarelle de 1780 conservée au National Maritime Museum de Greenwich représente la Couronne Ottomane[14].
- Il-Leġġnda tal-Wegħda tal-Ktajjen est un ouvrage maltais de Pawlu Mizzi paru en 2014 qui raconte l'épopée de la mutinerie des esclaves[15]

## Sources
- Alain Blondy et Xavier Labat Saint Vincent, Malte et Marseille au XVIIIe siècle, Malte, Fondation de Malte, 2013, 618 p. (ISBN 978-1-291-43546-7, lire en ligne), p. 114
- Journal encyclopédique : 15 décembre 1760, vol. 8, t. 3, Bouillon, 1760 (lire en ligne), p. 149